# Dzierzbiki
Dzierzbiki (Malaconotidae) – rodzina kolorowo ubarwionych ptaków z podrzędu śpiewających w obrębie rzędu wróblowych (Passeriformes). 

## Występowanie
Rodzina obejmuje gatunki występujące w Afryce, jeden z gatunków – czagra senegalska (Tchagra senegalus) – zamieszkuje także południową część Półwyspu Arabskiego.

## Systematyka
Takson dawniej klasyfikowany jako podrodzina dzierzbowatych (Laniidae). Do rodziny zalicza się następujące rodzaje:
- Nilaus Swainson, 1827 – jedynym przedstawicielem jest Nilaus afer (Latham, 1801) – dzierzbowik
- Bocagia Shelley, 1894 – jedynym przedstawicielem jest Bocagia minuta (Hartlaub, 1858) – czagra płowa
- Tchagra Lesson, 1831
- Malaconotus Swainson, 1824
- Dryoscopus Boie, 1826
- Rhodophoneus von Heuglin, 1870 – jedynym przedstawicielem jest Rhodophoneus cruentus (Hemprich & Ehrenberg, 1828) – dzierzbik czerwonogardły
- Telophorus Swainson, 1832
- Chlorophoneus Cabanis, 1851
- Laniarius Vieillot, 1816